# レオナルド・ビアジーニ
レオナルド・アンヘル・ビアジーニ（Leonardo Ángel Biagini、1977年4月13日 - ）は、アルゼンチン・アローヨ・セコ出身の元サッカー選手。現役時代のポジションはFW。

## 経歴
1993年、ニューウェルズ・オールドボーイズでプロデビュー。1995年にU-20アルゼンチン代表として参加した南米ユース選手権の大会得点王を獲得したとでアトレティコ・マドリードに引き抜かれた。1995年9月3日、ラ・リーガのレアル・ソシエダ戦にて、79分にディエゴ・シメオネと途中交代して移籍後初出場を果たした。翌年2月3日、アスレティック・ビルバオとの試合でラ・リーガ初得点を挙げた。この1995-96シーズンは、リーグ戦28試合で3得点を挙げたが、そのほとんどは途中出場でのプレーだった。翌シーズンはさらに出場機会が減少し、22試合1得点の成績に終わった。
1998-99シーズン開幕前、RCDマジョルカに移籍した。マジョルカでの1年目こそはリーグ戦で11得点を挙げ、キャリア初のリーグ戦2桁得点となったが、その後は負傷の影響もあって4シーズンで2得点と得点すら奪えないシーズンが続いた。2003年にラージョ・バジェカーノへと移籍して以降はセグンダ・ディビシオン (2部)でキャリアを送ることになり、2008年に母国アルゼンチンのアルセナル・サランディで現役を引退した。

## タイトル

### クラブ
アトレティコ・マドリード
- ラ・リーガ : 1回 (1995-96)
- コパ・デル・レイ : 1回 (1995-96)

RCDマジョルカ
- スーペルコパ・デ・エスパーニャ : 1回 (1998)

アルセナル・サランディ
- コパ・スダメリカーナ : 1回 (2007)

### 代表
U-20アルゼンチン代表
- FIFAワールドユース選手権 : 1回 (1995)

### 個人
- FIFAワールドユース選手権得点王 : 1回 (1995)